# István Balogh
István Balogh (né le 21 septembre 1912 à Budapest en Autriche-Hongrie et mort le 27 octobre 1992 dans la même ville) était un joueur de football international et un entraîneur hongrois, qui évoluait au milieu de terrain.

## Biographie

### Joueur
Il commence par jouer dans l'équipe locale des jeunes du Pestújhelyi SC entre 1927 et 1933.
Sa carrière débute en 1933 lorsqu'il rejoint chez l'Újpest FC, où il reste jusqu'en 1943. Il a en tout joué 231 matchs.
En international avec l'équipe de Hongrie, il joue 13 matchs entre 1937 et 1940, et participe à la 1938 en France. Il ne joue qu'au premier match de l'équipe, lors de la victoire 6-0 contre les Indes néerlandaises.

### Entraîneur
Après sa retraite, il s'occupe à deux reprises de son ancien club, l'Újpest FC, une première fois entre 1948 et 1949, puis une seconde fois en 1958. Il va ensuite entraîner un club local, le Bp. Vasas Izzó.
En 1967-1968, il entraîne le Sfax railway sport en Tunisie avec lequel le championnat, puis en 1968-1969 il prend en main le WA Tlemcen qu'il hisse en première division d'Algérie.